# Allodyni

Uppfattning av smärta.

Allodyni är en medicinsk term som syftar på ett tillstånd där en stimulus, som normalt sett inte är smärtsam, upplevs som smärtsam. Till exempel kan dålig solbränna orsaka tillfällig allodyni, och att röra vid solbränd hud eller köra kallt eller varmt vatten över den kan vara mycket smärtsamt.
Termen skall inte förväxlas med hyperalgesi, som innebär "överkänslighet" och sänkt smärttröskel. Nervskada som ger upphov till nervsmärta kan orsaka allodyni. En inflammation kommer också att skapa en allodyni i det påverkade området, som vid ett blåmärke.

## Typer
Det finns olika typer eller typer av allodyni:
- Mekanisk allodyni (även känd som taktil allodyni)
  - Statisk mekanisk allodyni – smärta som svar vid beröring[2]
  - Dynamisk mekanisk allodyni – smärta som svar på en lätt strykning[3]
- Termisk (varm eller kall) allodyni – smärta från normalt milda hudtemperaturer i det drabbade området
- Rörelseallodyni – smärta utlöses av normal rörelse av leder eller muskler

## Orsaker
Allodyni är ett kliniskt inslag i många smärtsamma tillstånd, såsom neuropatier, komplext regionalt smärtsyndrom, postherpetisk neuralgi, fibromyalgi och migrän. Allodyni kan också orsakas av vissa populationer av stamceller som används för att behandla nervskador inklusive ryggmärgsskada.

## Patofysiologi

### Cellnivå
Celltyperna som är involverade i nociception och mekanisk känsel är cellerna som är ansvariga för allodyni. Hos friska individer känner nociceptorer information om cellstress eller skada och temperatur vid huden och överför den till ryggmärgen. Cellkropparna hos dessa neuroner ligger i dorsala rotganglier, viktiga strukturer som ligger på båda sidor av ryggmärgen. Axonerna passerar sedan genom dorsalhornet för att göra anslutningar med sekundära neuroner. De sekundära neuronerna går över till den andra (kontralaterala) sidan av ryggmärgen och når kärnor i thalamus. Därifrån transporteras informationen genom en eller flera neuroner till hjärnans somatosensoriska cortex.
Trots denna anatomiska separation kan mekanoreceptorer påverka produktionen av nociceptorer genom att göra anslutningar med samma interneuroner, vars aktivering kan minska eller eliminera känslan av smärta. Ett annat sätt att modulera överföringen av smärtinformation är via nedåtgående fibrer från hjärnan. Dessa fibrer verkar genom olika interneuroner för att blockera överföringen av information från nociceptorerna till sekundära neuroner.
Båda dessa mekanismer för smärtmodulering har varit inblandade i allodyniens patologi. Flera studier tyder på att skada på ryggmärgen kan leda till förlust och omorganisation av nociceptorerna, mekanoreceptorerna och interneuronerna, vilket leder till överföring av smärtinformation av mekanoreceptorer En annan studie belyser utseendet på nedåtgående fibrer på skadestället. Alla dessa förändringar påverkar i slutändan kretsarna inuti ryggmärgen, och den förändrade signalbalansen leder förmodligen till den intensiva känslan av smärta i samband med allodyni. 
Olika celltyper har också kopplats till allodyni. Till exempel finns det rapporter om att mikroglia i thalamus kan bidra till allodyni genom att ändra egenskaperna hos de sekundära nociceptorerna. Samma effekt uppnås i ryggmärgen genom rekrytering av immunsystemceller såsom monocyter/makrofager och T-lymfocyter.

### Molekylär nivå
Det finns en stark mängd bevis för att den så kallade sensibiliseringen av centrala nervsystemet bidrar till uppkomsten av allodyni. Sensibilisering avser det ökade svaret hos nervceller efter repetitiv stimulering. Förutom upprepad aktivitet leder de ökade nivåerna av vissa föreningar till sensibilisering.
En viktig molekyl i thalamus verkar vara cystein-cystein kemokin ligand 21 (CCL21). Koncentrationen av denna kemokin ökar i den ventrala posterolaterala kärnan i thalamus där sekundära nociceptiva neuroner gör anslutningar med andra neuroner. Källan till CCL21 är inte exakt känd, men två möjligheter finns. Det kan göras i primära nociceptiva nervceller och transporteras upp till thalamus. Mest sannolikt gör neuroner som är inneboende i den ventrala posterolaterala kärnan åtminstone en del av det. I vilket fall som helst binder CCL21 till C-C kemokinreceptor typ 7 och kemokinreceptor CXCR3-receptorer på mikroglia i thalamus. Det fysiologiska svaret på bindningen är förmodligen produktionen av prostaglandin E2 (PGE2) av cyklooxygenas 2 (COX-2). Aktiverad mikroglia som gör PGE2 kan sedan sensibilisera nociceptiva nervceller som manifesteras av deras sänkta tröskel för smärta.
Mekanismen som är ansvarig för sensibilisering av centrala nervsystemet vid ryggmärgsnivån skiljer sig från den i thalamus. Tumörnekrosfaktor-alfa (TNF-alfa) och dess receptor är de molekyler som verkar vara ansvariga för sensibilisering av neuroner i ryggmärgs dorsala horn. Makrofager och lymfocyter infiltrerar ryggmärgen, till exempel på grund av skada, och frigör TNF-alfa och andra proinflammatoriska molekyler. TNF-alfa binder sedan till TNF-receptorerna uttryckta på nociceptorer och aktiverar MAPK/NF-kappa B-vägarna. Detta leder till produktion av mer TNF-alfa, dess frisättning och bindning till receptorerna på cellerna som släppte den (autokrin signalering). Denna mekanism förklarar också upprätthållandet av sensibilisering och därmed allodyni. TNF-alfa kan också öka antalet AMPA-receptorer, och minska antalet GABA-receptorer på membranet av nociceptorer, som båda kan ändra nociceptorerna på ett sätt som möjliggör deras enklare aktivering. Ett annat resultat av den ökade TNF-alfa är frisättningen av PGE2, med en mekanism och effekt som liknar dem i thalamus.

## Behandling
Många föreningar lindrar smärtan från allodyni. Vissa är specifika för vissa typer av allodyni medan andra är allmänna. Bland dessa finns:
Dynamisk mekanisk allodyni – föreningar som riktar sig mot olika jonkanaler; Opioider
- Mexiletin
- Lidokain (IV/aktuell)
- Tramadol
- Morfin (IV)
- Alfentanil (IV)
- Ketamin (IV)
- Metylprednison (intratekal)
- Adenosin
- Glycinantagonist
- Desipramin
- Venlafaxin
- Pregabalin

Statisk mekanisk allodyni – natriumkanalblockerare, opioider
- Lidokain (IV)
- Alfentanil (IV)
- Adenosin (IV)
- Ketamin (IV)
- Glycinantagonist
- Venlafaxine
- Gabapentin (kan också vara till hjälp vid kalla och dynamiska allodynier)

Kall allodyni
- Lamotrigin
- Lidokain (IV)

Listan över föreningar som kan användas för att behandla allodyni är ännu längre än denna. Till exempel kan många icke-steroida antiinflammatoriska läkemedel, såsom naproxen, hämma COX-1 och/eller COX-2, vilket förhindrar sensibilisering av centrala nervsystemet. En annan effekt av naproxen är minskningen av mekano- och termoreceptorernas lyhördhet för stimuli.